# Duboisia myoporoides
Duboisia myoporoides là loài thực vật có hoa trong họ Cà. Loài này được R.Br. mô tả khoa học đầu tiên năm 1810.